# El lugar de la otra
El lugar de la otra és una pel·lícula xilena dirigida per Maite Alberdi, protagonitzada per Elisa Zulueta i Francisca Lewin.
El film és una reinterpretació de la història narrada en el llibre Las homicidas (2019), escrit per Alia Trabucco Zerán, basada en la història real de María Carolina Geel, qui va assassinar al seu xicot, Roberto Pumarino Valenzuela, a l'Hotel Crillón el 14 d'abril de 1955. El llargmetratge va ser seleccionat per la Acadèmia de Cinema de Xile per a representar al país als Premis Oscar i als Premis Goya 2025..

## Argument
Xile, 14 d'abril de 1955. Quan la popular escriptora María Carolina Geel assassina al seu amant, el cas captiva a Mercedes Arévalo, la tímida secretària del jutge encarregat de jutjar a l'acusada. Després de visitar reiteradament el departament de l'escriptora, comença a qüestionar la seva vida, identitat i el rol de la dona en la societat en trobar en aquesta llar un oasi de llibertat.

## Repartiment
- Francisca Lewin com a María Carolina Geel[4]
- Elisa Zulueta com a Mercedes Arévalo
- Marcial Tagle com a Aliro Veloso
- Pablo Macaya com a Efraín García
- Gabriel Urzúa com a Domingo
- Cristián Carvajal com a Luis Malaquías Concha
- Pablo Schwarz com a Benjamín Montero
- Enrique Valenzuela com a Gaspar García
- Lucas Jadue com a Samuel García
- Sebastián Apiolaza com a Retamal
- Adams Pino com a Suárez
- Natalia Valdebenito com a Matilde Ladrón de Guevara
- Francisca Feuerhake com a Lucía Ladrón de Guevara
- Carlos Donoso com a Rolando de la Fuente
- Néstor Cantillana com a René Cárdenas
- Nicolás Saavedra com a Roberto Pumarino
- Francisco Pérez-Bannen com a Pedro Echeverría
- Mariana Loyola  com a Cora Danyau
- María José Parga com a Adriana Silva
- Emilio Edwards com a Walter Pumarino
- Felipe Zapata com a Sergio Pumarino
- Nicolás Zárate com a Mario Arnés
- Teresita Reyes com a Madre Anunciación
- Rosario Bahamondes com a Rosa Janequeo
- Guilherme Sepúlveda com a Jorge Vargas
- Aron Hernández com a Fernando Arellano
- Muriel Miranda Rebeca Vizcaya
- Andrés Skoknic com a Hernán Díaz Arrieta
- Luis Cerda com a Hugo
- Gustavo Bacerra com a Julio
- Agustín Moya com a Pasmanik
- Patricio Strahovsky com a veí
- Paloma Salas com a clienta

## Producció
El lugar de la otra es va rodar a Xile amb fotografia de Sergio Armstrong. La pel·lícula va ser produïda per Fabula, mentre que Mariane Hartard, Sergio Karmy i Cristián Donoso van ser productors executius.

## Estrena i distribució
La pel·lícula es va estrenar al setembre de 2024 al Festival Internacional de Cinema de Sant Sebastià 2024, on va competir en la secció oficial. L'11 d'octubre de 2024 es va estrenar en la plataforma Netflix.

## Reconeixements
| Premi                                             | Data de cerimònia      | Categoria                           | Receptor(s)         | Resultat  | Ref.  |
| ------------------------------------------------- | ---------------------- | ----------------------------------- | ------------------- | --------- | ----- |
| Festival Internacional de Cinema de Sant Sebastià | 28 de setembre de 2024 | Conquilla d'Or                      | El lugar de la otra | Nominat   | [ 8 ] |
| Premis Cinematogràfics José María Forqué          | 14 de desembre de 2024 | Millor llargmetratge llatinoamericà | El lugar de la otra | Guanyador | [ 9 ] |